# Spoorlijn Heimbach - Baumholder
De spoorlijn Heimbach - Baumholder is een Duitse spoorlijn in Rijnland-Palts en is als spoorlijn 3200 onder beheer van DB Netze.

## Geschiedenis
Het traject werd door de Preußische Staatseisenbahnen geopend op 15 december 1912. In 1981 is het personenvervoer op de lijn opgeheven, waarna deze in gebruik bleef als aanvoerlijn voor de militaire oefenplaats Baumholder. Sinds februari 2015 is de lijn weer in dienst voor regulier personenvervoer.

## Treindiensten
Vlexx verzorgt het personenvervoer op dit traject met RB treinen.
| Serie | Treinsoort           | Route                                                                                   | Bijzonderheden |
| ----- | -------------------- | --------------------------------------------------------------------------------------- | -------------- |
| RB 34 | Regionalbahn (Vlexx) | Kirn – Fischbach-Weierbach – Idar-Oberstein – Kronweiler – Heimbach (Nahe) – Baumholder |                |

## Aansluitingen
In de volgende plaats is er een aansluiting op de volgende spoorlijn:
Heimbach (Nahe)
DB 3511, spoorlijn tussen Bingen en Saarbrücken